# CALB
Das chinesische Firma CALB (China Aviation Lithium Battery Co. Ltd) ist ein 2007 in Luoyang in der chinesischen Provinz Henan gegründetes Unternehmen, das dort auch heute seine Zentrale hat.  Das staatliche Unternehmen ist vor allem Hersteller von Lithium-Ionen-Akkumulatoren, insbesondere von Lithiumeisenphosphat-Akkumulatoren (LFP-Zellen) aber auch von NMC-Akkumulatoren. CALB war 2024 weltweit viertgrößter Autobatterie-Anbieter.
Nach Firmenangaben aus China lag CALB im Dezember 2021 auf Platz 6 der größten Hersteller von LFP-Akkus. Demnach könnten CALBs Fabriken ab Ende 2021 jährlich Zellen mit einem Gesamtenergieinhalt von 100 GWh produzieren. Bis Ende 2022 soll die Produktionskapazität auf 200 GWh jährlich erhöht werden. Die Zahl der Angestellten von CALB wird mit 1.600, 1.700 oder 2.000 angegeben, der Umsatz liegt bei 419 Mio. US-Dollar. 2018 gründete die Firma ein Joint Venture mit Continental zur Fertigung von 48-Volt-Systemen für den Automobilbereich. Bis dato wurden keine gemeinsamen Produkte auf den Markt gebracht.

## Produkte und Kunden
Ein Schwerpunkt liegt in der Produktion von Antriebsbatterien für Personenkraftwagen chinesischer Automobilhersteller. Das Unternehmen wurde 2022 als drittgrößte Hersteller von Traktionsbatterien eingestuft. CALB gibt an, für elektrische Modelle von Changan, Dongfeng, GAC oder Geely passende Batterien liefern zu können. Weiter wurde bekannt, dass CALB NIO mit Zellen beliefert. Genauso setzt Xiaomi seit 2024 neben CATL auch auf Zellen von CALB.
Außerdem werden auch kleinere und größere Energiespeicher angeboten, beispielsweise lieferte CALB einen Speicher für das Stromnetz der Nanji-Insel, eine von 15 Inseln im Meer von Pingyang County (Provinz Zhejiang) mit Chinas erstem Küsten-Bioreservat, mit einer Energiespeicherkapazität von 5,3 MWh.

## Produktionsstandorte
CALB hat bis März 2022 sieben Produktionswerke in China aufgebaut, außer in Luoyang auch in Changzhou, Xiamen, Chengdu, Wuhan, Hefei und Heilongjiang. Für weitere Werke in Guangzhou und Jiangmen (je 50 GWh/a) wurden Verträge unterzeichnet. In Europa ist eine Fertigung in Portugal ab Ende 2025 geplant. Das Werk in Sines soll etwa 1.800 Arbeitsplätze schaffen.
In Shenzhen gibt es eine weitere Niederlassung und für die USA besteht seit 2010 eine Niederlassung in Chino in Kalifornien. Für Europa werden die CALB-Produkte bisher vom in Hongkong ansässigen Unternehmen EVLithium vertrieben, das für CALB-Produkte auch ein Lager in Deutschland betreibt.